# Oscar 1970
A 42ª cerimônia de entrega dos Academy Awards (ou Oscars 1970), apresentada pela Academia de Artes e Ciências Cinematográficas, premiou os melhores atores, técnicos e filmes de 1969 no dia 7 de abril de 1970, em Los Angeles e teve  como mestres de cerimônias.
O drama Midnight Cowboy foi premiado na categoria mais importante: melhor filme.

## Indicados e vencedores
| Melhor Filme - Midnight Cowboy - Anne of the Thousand Days - Butch Cassidy and the Sundance Kid - Hello, Dolly! - Z | Melhor Diretor - John Schlesinger – Midnight Cowboy - Arthur Penn – Alice's Restaurant - George Roy Hill – Butch Cassidy and the Sundance Kid - Sydney Pollack – They Shoot Horses, Don't They? - Costa-Gavras – Z |
| Melhor Ator/Actor (Principal) - John Wayne – True Grit como Rooster Cogburn - Richard Burton – Anne of the Thousand Days como Henry VIII - Dustin Hoffman – Midnight Cowboy como Enrico Rizzo - Peter O'Toole – Goodbye, Mr. Chips como Arthur Chipping - Jon Voight – Midnight Cowboy como Joe Buck          | Melhor Atriz/Actriz (Principal) - Maggie Smith – The Prime of Miss Jean Brodie como Jean Brodie - Geneviève Bujold – Anne of the Thousand Days como Anne Boleyn - Jane Fonda – They Shoot Horses, Don't They? como Gloria Beatty - Liza Minnelli – The Sterile Cuckoo como Mary Ann Adams - Jean Simmons – The Happy Ending como Mary Wilson |
| Melhor Ator/Actor Coadjuvante/Secundário - Gig Young – They Shoot Horses, Don't They? como Rocky - Rupert Crosse – The Reivers como Ned - Elliott Gould – Bob & Carol & Ted & Alice como Ted - Jack Nicholson – Easy Rider como George Hanson - Anthony Quayle – Anne of the Thousand Days como Thomas Wolsey | Melhor Atriz/Actriz Coadjuvante/Secundária - Goldie Hawn – Cactus Flower como Toni Simmons - Catherine Burns – Last Summer como Rhoda - Dyan Cannon – Bob & Carol & Ted & Alice como Alice Henderson - Sylvia Miles – Midnight Cowboy como Cass - Susannah York – They Shoot Horses, Don't They? como Alice LeBlanc                          |
| Melhor Roteiro/Argumento - Original - Butch Cassidy and the Sundance Kid - Bob & Carol & Ted & Alice - La caduta degli dei - Easy Rider - The Wild Bunch | Melhor Roteiro/Argumento - Adaptado - Midnight Cowboy - Anne of the Thousand Days - Goodbye, Columbus - They Shoot Horses, Don't They? - Z |
| Melhor Figurino/Guarda-Roupa - Anne of the Thousand Days - Hello, Dolly! - Gaily, Gaily - Sweet Charity - They Shoot Horses, Don't They? | Melhor Filme Estrangeiro - Z ( Argélia) - Ådalen 31 ( Suécia) - Bitka na Neretvi ( Iugoslávia) - Bratya Karamazovy ( União Soviética) - Ma nuit chez Maud ( França) |
| Melhor Documentário em Longa-metragem - Arthur Rubinstein – The Love of Life - Before the Mountain Was Moved - In the Year of the Pig - Olimpiada en México - The Wolf Men | Melhor Documentário em Curta-metragem - Czechoslovakia 1968 - An Impression of John Steinbeck: Writer - Jenny Is a Good Thing - Leo Beuerman - The Magic Machines |
| Melhor Curta-metragem - The Magic Machines - Blake - People Soup | Melhor Animação em Curta-metragem - It's Tough to Be a Bird - Of Men and Demons - Walking |
| Melhor Trilha Sonora/Banda Sonora - Butch Cassidy and the Sundance Kid - Anne of the Thousand Days - The Reivers - The Secret of Santa Vittoria - The Wild Bunch | Melhor Canção original - "Raindrops Keep Fallin' on My Head" por Butch Cassidy and the Sundance Kid - "Come Saturday Morning" por The Sterile Cuckoo - "Jean" por The Prime of Miss Jean Brodie - "True Grit" por True Grit - "What Are You Doing the Rest of Your Life?" por The Happy Ending                                               |
| Melhor Trilha Sonora/Banda Sonora Adaptada - Hello, Dolly! - Goodbye, Mr. Chips - Paint Your Wagon - Sweet Charity - They Shoot Horses, Don't They? | Melhor mixagem/mistura de Som - Hello, Dolly! - Anne of the Thousand Days - Butch Cassidy and the Sundance Kid - Gaily, Gaily - Marooned |
| Melhor Direção de Arte - Hello, Dolly! - Anne of the Thousand Days - Sweet Charity - Gaily, Gaily - They Shoot Horses, Don't They? | Melhor Cinematografia/Fotografia - Butch Cassidy and the Sundance Kid - Anne of the Thousand Days - Bob & Carol & Ted & Alice - Hello, Dolly! - Marooned |
| Melhor Edição/Montagem - Z - Hello, Dolly! - Midnight Cowboy - The Secret of Santa Vittoria - They Shoot Horses, Don't They? | Melhores Efeitos Visuais - Marooned - Krakatoa, East of Java |

### Múltiplas indicações
- 10 indicações: Anne of the Thousand Days
- 9 indicações: They Shoot Horses, Don't They?
- 7 indicações: Hello, Dolly!, Midnight Cowboy e Butch Cassidy and the Sundance Kid
- 5 indicações: Z
- 4 indicações: Bob & Carol & Ted & Alice
- 3 indicações: Gaily, Gaily, Marooned e Sweet Charity
- 2 indicações: Easy Rider, Goodbye, Mr. Chips, The Happy Ending, The Prime of Miss Jean Brodie, The Reivers, The Secret of Santa Vittoria, The Sterile Cuckoo, True Grit e The Wild Bunch